# Piece of My Soul
Piece of My Soul es el cuarto álbum de estudio del cantante canadiense Garou después de algunos álbumes en francés este es su primer álbum en inglés.

## Lista de canciones
1. "Stand Up" — 3:51
2. "Accidental" — 3:47
3. "Burning" — 3:20
4. "Heaven's Table" — 3:16
5. "All the Way" — 2:58
6. "Take a Piece of My Soul" — 3:17
7. "What's the Time in NYC" — 4:19
8. "You and I" — 3:22
9. "First Day of My Life" — 4:08
10. "Nothing Else Matters" — 3:35
11. "Back for More" — 3:44
12. "Beautiful Regret" — 3:30
13. "Coming Home" — 3:35

- Datos: Q3465402